# Munna petronastes
Munna petronastes är en kräftdjursart som beskrevs av Brian Frederick Kensley1984. Munna petronastes ingår i släktet Munna och familjen Munnidae. Inga underarter finns listade i Catalogue of Life.